# Verband der Baltischen Ritterschaften
Der Verband der Baltischen Ritterschaften ist ein Zusammenschluss der vier deutschbaltischen Ritterschaften und Mitglied in der Vereinigung der Deutschen Adelsverbände:
- Estländische Ritterschaft
- Livländische Ritterschaft
- Kurländische Ritterschaft
- Oeselsche Ritterschaft

Der Verband der Baltischen Ritterschaften e. V. wurde 1949 als Zusammenschluss der Ritterschaften von Livland, Estland, Kurland und Oesel gegründet. Diese erfüllten bis zur Entstehung der Staaten Lettland und Estland 1920 und der durch sie erzwungenen Auflösung ihre öffentlich-rechtlichen Aufgaben in den russischen Ostseeprovinzen, durften jedoch in den neu entstandenen baltischen Staaten als gemeinnützige Vereine weiterbestehen. Nach 1939 verließen aufgrund des Hitler-Stalin-Paktes die Deutsch-Balten ihre angestammte Heimat.
Der Verband der Baltischen Ritterschaften weist neben seiner traditionellen Gliederung in die vier Ritterschaften auch eine regionale in acht deutsche Bezirksgruppen auf und je eine in Schweden und Kanada. Der Verband hat über 2000 Mitglieder.
Sitz des Verbandes ist seit 1996 das Schloss Höhnscheid in Nordhessen.

## Veröffentlichungen
- Genealogisches Handbuch der baltischen Ritterschaften
- Carmen von Samson-Himmelstjerna (Red.): Verband Der Baltischen Ritterschaften. 1949–1999. Herausgegeben vom Präsidium des Verbandes der Baltischen Ritterschaften, Starke, Limburg 1999, ISBN 3-7980-0539-7.
- Genealogisches Handbuch der Baltischen Ritterschaften (Neue Folge)